# Гийом, Пьер
Пьер Гийом (11 августа 1925, Сен-Мало — 3 декабря 2002, Сен-Мало) — офицер ВМС Франции. Член секретной вооруженной организации (OAS), а также участник путча генералов в 1961 году в Алжире против политики президента де Голля, направленной на предоставление Алжиру независимости.

## Биография
Родился в семье дивизионного генерала Мориса Гийома. Окончил академию военно морского флота в 1948 году. Принимал участие в Индокитайской войне в составе ВМФ Франции. В конце 1956 года возвращается в Париж, где узнает о гибели брата Жан-Мари Гийома, служившего парашютистом на войне в Алжире. Гийом попросил и получил перевод в армию, а с 14 июля 1957 года по 12 марта 1958 года занял должность брата. Во время алжирского путча 1961 года он был морским советником генерала Шалля. После неудачной попытки путча был приговорен к 4 годам лишения свободы. Подавшись в бега, присоединился к организации OAS, был арестован в мае 1962 года и приговорен к 12 годам тюремного заключения в тюрьме Тюлле. Амнистирован в апреле 1966 года.
После освобождения работал военным советником в Саудовской Аравии, принимал участие в операции Боба Денара на Коморских Островах.
Является прототипом основного персонажа фильма Краб-барабанщик и одноименного романа Пьера Шёндёрффера.